# Arteria ileolombare
L'arteria ileolombare (arteria iliolumbalis) è il primo ramo dell'arteria iliaca interna (o arteria ipogastrica) che origina dalla faccia posteriore della stessa. Essa si divide in due rami, l'uno lombare e l'altro iliaco.
L'arteria ileolombare sorge dietro il muscolo grande psoas e il muscolo iliaco (fossa iliaca), dove i singoli rami alimentano il muscolo iliaco. Da essa partono le diramazioni che sfociano nei muscoli del grande psoas e piccolo psoas, il muscolo quadrato dei lombi, il muscolo trasverso dell'addome e un ramo del canale spinale tra la quinta vertebra lombare e il sacro.
L'arteria si anastomizza con l'arteria circonflessa iliaca profonda.